# ソウシチョウ
ソウシチョウ（相思鳥、学名Leiothrix lutea）は、鳥綱スズメ目ソウシチョウ科に分類される鳥類。外来生物法で特定外来生物に指定されており、「日本の侵略的外来種ワースト100」の選定種の1種。

## 分布
インド北部、中国南部、ベトナム北部、ミャンマー北部に自然分布。日本、ハワイ等に移入。
日本国内では「かご抜け鳥」とも呼ばれる外来種で、留鳥として住み着いている。現在、関東、東海、近畿、中国、四国、九州の各地で観賞目的で放鳥されたことがある。

## 形態

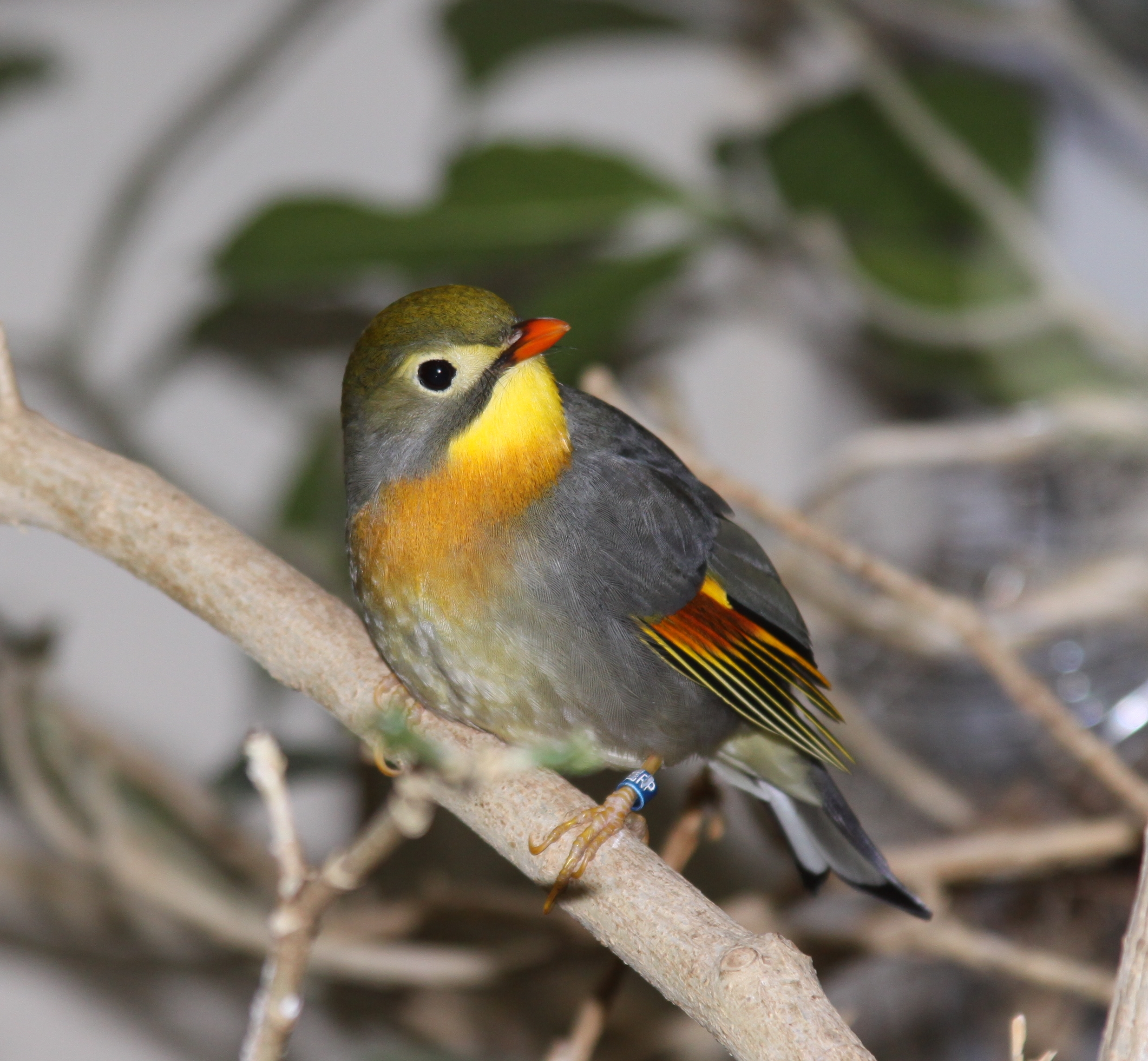
ロンドン動物園にて

全長がスズメと同じくらいの14-15 cmほど。背面の羽毛は暗緑色。眉斑から頬は薄い黄色、咽頭部の羽毛は黄色で胸部は濃いオレンジ色、翼に黄色と濃い赤の斑紋がある。
幼鳥の嘴は黒いが、成長に伴い赤くなる。体色に雌雄の別はないが、メスの体色はオスのそれより幾分薄くなる。

## 生態

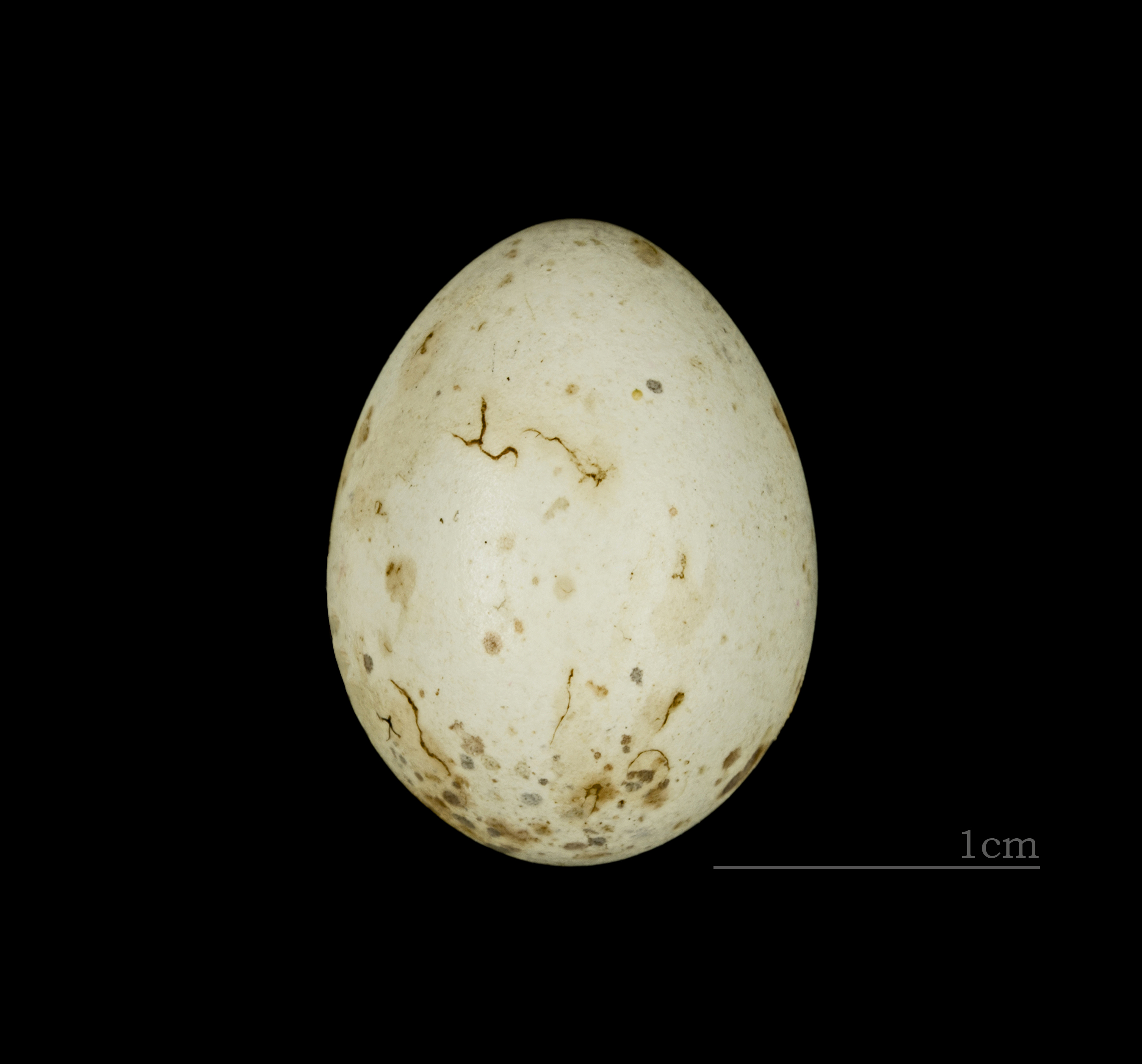
Leiothrix lutea calipyga

ササ類の繁茂する標高1,000 m以下の常緑広葉樹林、落葉広葉樹林に生息する。またこういった藪の中に営巣し、越冬期は標高の低い地域に移動し、主に竹林や笹藪に生息し小群をなす。カラ類との混群をなすこともある。
食性は雑食で、昆虫類、果実、種子等を食べる。
繁殖形態は卵生で、1回に3個の卵を産む。

## 名の由来
つがいのオスとメスを分けてしまうとお互いに鳴き交わしをするため、相思鳥の名がついたと言われる。ちなみに中国現地名は「紅嘴相思鳥」である。
英名には代表的な Red-billed Leiothrix のほかに Pekin Robin, Pekin Nightingale, Chinese Nightingale などがある。数ある英名の一つに Japanese Hill Robin があり、またオランダ名はJapanse nachtegaalであるが、日本在来の野鳥ではない。

## 人間との関係

### 移入

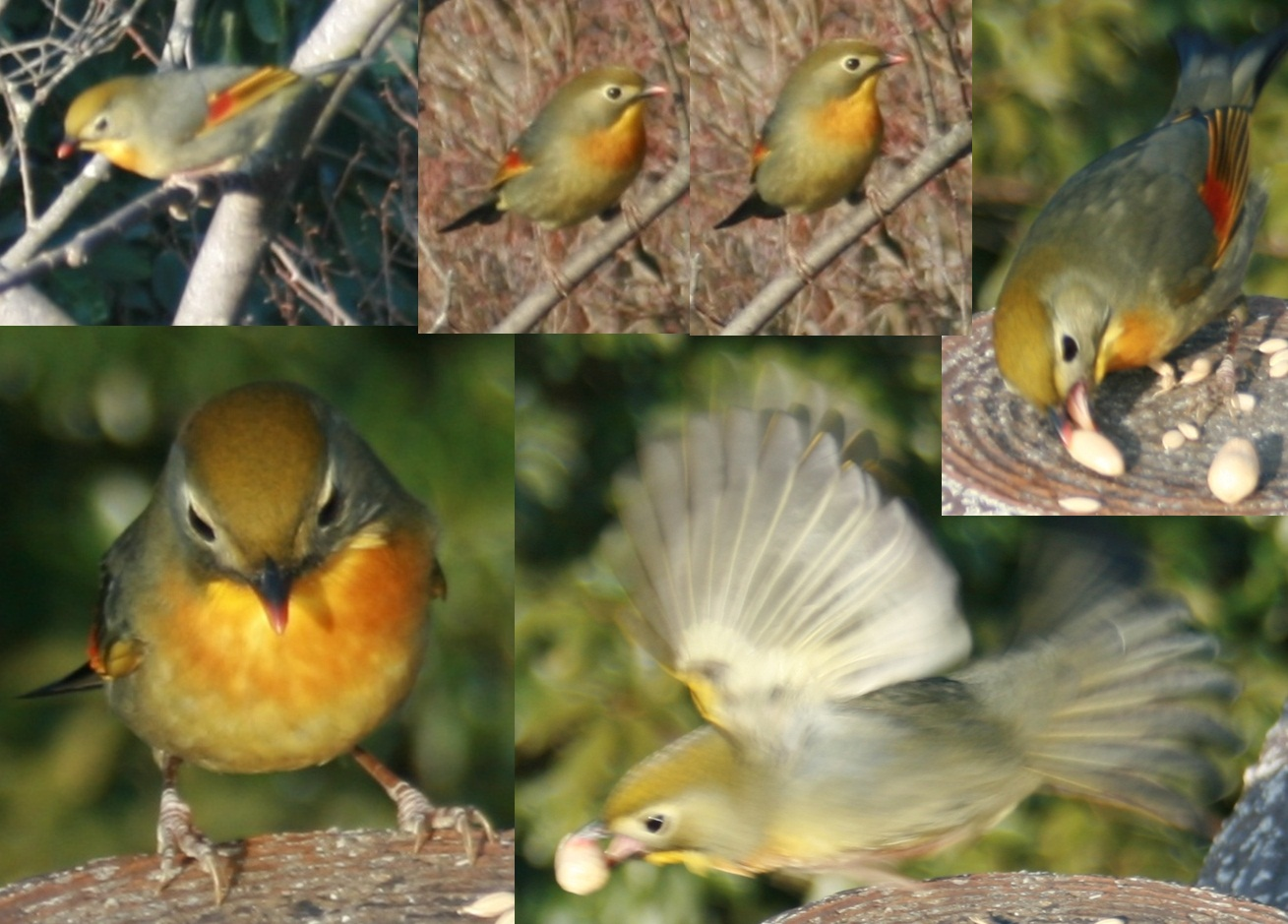
動態観察（金華山・岐阜県岐阜市）
ピーナツを食べるソウシチョウ

元来日本列島には棲息していなかった鳥であるが、江戸時代から飼い鳥としてしばしば輸入されていたようである。野生化は1931年に六甲山（兵庫県神戸市）で初めて確認されたが、これは神戸在住の華僑が祝典の際に放鳥した個体が定着したものと考えられている。この一群は六甲山に定着できなかったらしく、1945年以降に姿を消した。なおハワイ諸島においても、ホノルルの中華街で大火事が起きたときに華僑が飼っていた個体が逃げ出し定着したのが始まりとされている。
本格的に日本に入ってきたのは1980年以降であり、日中国交正常化にともない、本種の中国大陸からの輸入が激増したことが原因として挙げられる。また本種は雑食性でもあり、扱いやすいことも輸入増加の原因になったと思われる。さらに本種の価格は非常に安価だったため、外来生物法が施行されるまでは、どこのペットショップに出向いても本種の姿が確認できた。そうして在庫を抱えたものの、販路や多額に及ぶエサ代に困って遺棄（放鳥）に及んだ悪質なペット販売業者があったようである。

### 生態系に与える影響

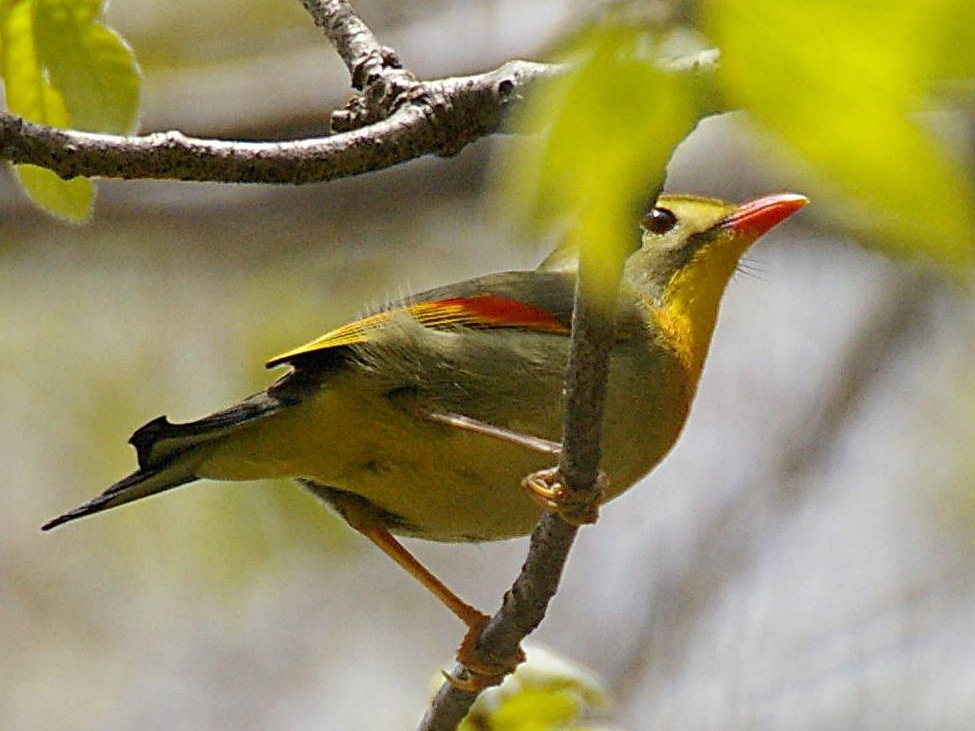
三石森林公園茨城県2007

本種を含む特定外来生物に指定された鳥類4種は、もともとあった自然環境が人間により開発され、その結果原産地と似た環境ができあがり、そこに定着した、という侵入外来生物によく見られる図式にあてはまらない、極めて珍しい外来生物である。
特に本種はその傾向が強く、野外での生息が確認された場所はいずれも古くから環境が変化していない天然自然林で、都市化の進んだ地域で観察される例は少ない。
現在まで本種が定着したことによる影響はとくに確認されていないが、今後生息域を拡大することで、一般的に外来生物の侵入による変化があまりない天然自然林の生態系が、大きく変化することが懸念されるため特定外来生物に指定された。具体的には営巣場所が競合するウグイスやオオルリが駆逐される危険があり、日本の侵略的外来種ワースト100選定種にもなっている。

### 飼育
本種はガビチョウとともに中国では非常にポピュラーな飼い鳥であり、姿が美しく鳴き声もよいため古くから飼われてきた。エサも和鳥では一般的なすり餌はむろんのこと、カナリアやブンチョウでおなじみのまき餌や、メジロによく与える果物の切れ端などもいとわず食べ、しかも丈夫なのでほとんど手間がかからず、他種の小鳥と同居させても争うことがないため非常に飼いやすい。ただし、食い意地の張っている一面があり、他種の小鳥と同居させた場合、その小鳥が巣引きを始めると、卵を襲って食べてしまうことがある。
日本では江戸時代から飼い鳥として親しまれてきており、外来生物法施行までは愛玩鳥として多数飼われていたが、現在は同法施行以前から飼育を継続し、届出を出している者以外の愛玩、観賞目的での飼育は禁止されている。
また本種は飼育にあたって非常に多くの餌を食べ、大量のフンをする。よってその特徴を生かして、輸入した本種を飼養しそのフンを採取してウグイスのフンとして売り出している業者もある。分類学上では本種はウグイスとはさほど近縁ではないが、美白効果等の効能に関してはさほど差がないとされている。
なおフン採取目的の飼養は、生業を継続するのに必要ということで届出を出せば認められる。